# Soul Edge Boy / Kimono Jet Girl
Singles de AAA
Hurricane Riri, Boston Mari
(2006) Let it beat!
(2006)
Soul Edge Boy / Kimono Jet Girl est le 8esingle du groupe AAA sorti sous le label Avex Trax le 12 juillet 2006 au Japon. Il atteint la 12e place du classement de l'Oricon et reste classé 6 semaines, pour un total de 22 706 exemplaires vendus.
Soul Edge Boy et Kimono Jet Girl sont présentes sur la compilation Attack All Around, sur l'album remix AAA Remix ~non-stop all singles~, ainsi que sur l'album All.

## Liste des titres
| 1. | Soul Edge Boy (ソウルエッジボーイ)                    | Sasaki Osamu                              | Katsuki Ônishi                            | 3:57 |
| 2. | Kimono Jet Girl (キモノジェットガール)                | 21st Century Stars (ROLLY Star KATO Star) | 21st Century Stars (ROLLY Star KATO Star) | 3:03 |
| 3. | Kirei na Sora (Live Version) (きれいな空)             | Hara Hiroaki                              | Hara Hiroaki                              | 4:03 |
| 4. | Soul Edge Boy (instrumental) (ソウルエッジボーイ)     | Sasaki Osamu                              | Katsuki Ônishi                            | 3:57 |
| 5. | Kimono Jet Girl (instrumental) (キモノジェットガール) | 21st Century Stars (ROLLY Star KATO Star) | 21st Century Stars (ROLLY Star KATO Star) | 3:00 |

| 1. | Soul Edge Boy (ソウルエッジボーイ) |  |

| 1. | Kimono Jet Girl (キモノジェットガール)                | 21st Century Stars (ROLLY Star KATO Star) | 21st Century Stars (ROLLY Star KATO Star) | 3:03 |
| 2. | Soul Edge Boy (ソウルエッジボーイ)                    | Sasaki Osamu                              | Katsuki Ônishi                            | 3:57 |
| 3. | Kirei na Sora (Live Version) (きれいな空)             | Hara Hiroaki                              | Hara Hiroaki                              | 4:03 |
| 4. | Kimono Jet Girl (instrumental) (キモノジェットガール) | 21st Century Stars (ROLLY Star KATO Star) | 21st Century Stars (ROLLY Star KATO Star) | 3:00 |
| 5. | Soul Edge Boy (instrumental) (ソウルエッジボーイ)     | Sasaki Osamu                              | Katsuki Ônishi                            | 3:57 |

| 1. | Kimono Jet Girl (キモノジェットガール) |  |